# Златен рог
Вижте пояснителната страница за други значения на Златен рог.
Златният рог (на турски: Haliç, Халич; на гръцки Χρυσό Κέρας, Хрисо Керас) е залив на границата между Босфора и Мраморно море с дължина 12,2 km, широчина 92 – 120 m и дълбочина 47 m. В повечето езици Златен рог е превод на гръцкото название на залива. Около Златния рог се намират различни квартали на Истанбул.
Над Златния рог са построени 5 моста, най-известният от които е Галата, свързващ едноименния известен квартал на стария Истанбул. По поръчка на султан Баязид II италианският художник и конструктор Леонардо да Винчи предлага през 1502 г. проект за мост над Златния рог с дължина 240 m, ширина 8 m и височина над залива 24 m. Съвременният мост Галата е построен от компанията STFA и е завършен през декември 1994 г. Проектирането и проверката са изпълнени от GAMB (Göncer Ayalp Engineering Company). Мостът има дължина 490 m, височина 80 m, широчина 42 m. По него минават два 3-лентови пътя и пешеходни пътеки в двете посоки.
Районът около Златния рог се заселва след падането на Константинопол под Османска власт от живеещите в града гърци, евреи, италиански търговци и други немюсюлмани, формирайки известния днес квартал на града Фенер (Фанар). Този район става естествено място за построяването на християнски храмове. Там се намира и седалището на Вселенската патриаршия, известната българска Желязна църква, а между 1871 и 1913 година – и седалището на Българската екзархия.
На по-късен етап е заселен и отсрещният бряг на Златния рог. Районът на залива е сред най-атрактивните за туристи места в Истанбул, което се дължи на историческата му слава и естествената му красота.